# 艾伦·亚当斯
艾伦·亚当斯（Allan W. Adams），美国物理学家，主攻量子场论、弦论和流体力学，现就任于麻省理工为物理系讲师、Future Ocean Lab首席研究员。

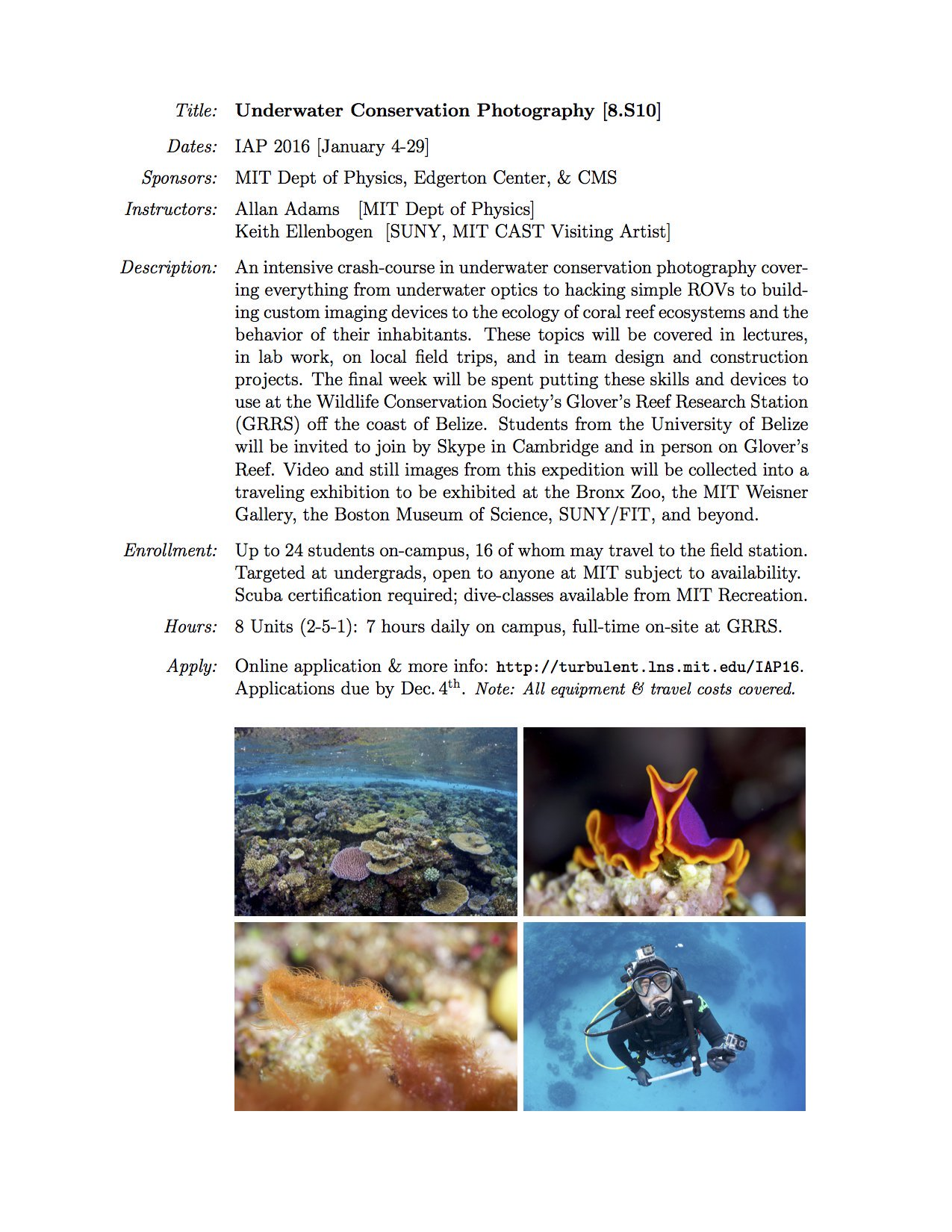
Intro and registration notice for MIT Course Underwater Conservation Photography hosted by Allan Adams

## 生平
艾伦最初在1998年于哈佛大学被授予物理学士学位，2000年于伯克利大学被授予硕士学位，在Eva Silverstein导师的教导下在2003年获取斯坦福大学博士学位。2006年时他加入麻省理工（MIT），担任其理论物理研究中心的首席研究员近三年，后正式加入其物理系。尽管他在斯坦福时就已经开始研究弦理论等问题，并参与了各个研究小组，但是他直到2008年开始才专门注重于研究黑洞和弦理论，后为2015年LIGO发现重力波做出了很多贡献。2016年，艾伦转移研究方向，研究海洋观测相关的通讯工程，并在次年一月成立了Future Ocean Lab，主要着重于开发低能耗、低成本的监测技术。
除此之外，艾伦经常在外参加各类研讨会，内容涵盖量子力学和黑洞探索等方向，其中包括有些相对热门的视频包括他在MIT讲解量子力学入门的公开课以及在TED Talks对发现重力波的演讲。 